# Sommer-Paralympics 2016/Teilnehmer (Ungarn)
| stlisierte Goldmedaille | stlisierte Silbermedaille | stlisierte Bronzemedaille |
| ----------------------- | ------------------------- | ------------------------- |
| 1                       | 8                         | 9                         |

Ungarn entsandte 24 Athletinnen und 19 Athleten zu den Paralympischen Sommerspielen 2016 in Rio de Janeiro,  die in zwölf Sportarten antraten. Fahnenträgerin für Ungarn bei der Eröffnungsfeier war die Schwimmerin Gitta Raczko.

## Medaillen

### Medaillenspiegel
| Rang   | Sportart         | Gold | Silber | Bronze | Gesamt |
| ------ | ---------------- | ---- | ------ | ------ | ------ |
| 1      | Schwimmen        | 1    | 2      | 5      | 8      |
| 2      | Rollstuhlfechten | 0    | 3      | 2      | 5      |
| 3      | Tischtennis      | 0    | 1      | 1      | X      |
| 4      | Leichtathletik   | 0    | 1      | 0      | 1      |
| 4      | Parakanu         | 0    | 1      | 0      | 1      |
| 6      | Powerlifting     | 0    | 0      | 1      | 1      |
| Gesamt | Gesamt           | 1    | 8      | 9      | 18     |

## Teilnehmer nach Sportart

### Judo
| Athleten       | Wettbewerb       | 1. Runde | 1. Runde | 1. Hoffnungsrunde | 1. Hoffnungsrunde | Viertelfinale | Viertelfinale | 2. Hoffnungsrunde     | 2. Hoffnungsrunde | Halbfinale | Halbfinale | Kampf um Gold/Bronze | Kampf um Gold/Bronze | Rang |
| Athleten       | Wettbewerb       | Gegner   | Erg.     | Gegner            | Erg.              | Gegner        | Erg.          | Gegner                | Erg.              | Gegner     | Erg.       | Gegner               | Erg.                 | Rang |
| -------------- | ---------------- | -------- | -------- | ----------------- | ----------------- | ------------- | ------------- | --------------------- | ----------------- | ---------- | ---------- | -------------------- | -------------------- | ---- |
| Frauen         |                  |          |          |                   |                   |               |               |                       |                   |            |            |                      |                      |      |
| Flora Buranyi  | Klasse bis 57 kg | —        | —        | —                 | —                 | I. Cherniak   | 0:100         | M. Merenciano Herrero | 0:101             | —          | —          | ausgeschieden        | ausgeschieden        | 7    |
| Nikolett Szabó | Klasse bis 70 kg | —        | —        | —                 | —                 | L. Breskovic  | 100:0         | —                     | —                 | A. Martins | 0:010      | G. Rahimova          | 02:0                 | 5    |

### Leichtathletik
Laufen
| Athleten         | Wettbewerb | Vorlauf     | Vorlauf | Halbfinale | Halbfinale | Finale      | Finale | Rang |
| Athleten         | Wettbewerb | Zeit        | Rang    | Zeit       | Rang       | Zeit        | Rang   | Rang |
| ---------------- | ---------- | ----------- | ------- | ---------- | ---------- | ----------- | ------ | ---- |
| Frauen           |            |             |         |            |            |             |        |      |
| Piroska Csontos  | 400 m T20  | 1:00,03 min | 4       | —          | —          | 59,43 s     | 6      | 6    |
| Erika Keresztesi | 400 m T20  | 1:00,73 min | 5       | —          | —          | 1:00,47 min | 7      | 7    |
| Ilona Biacsi     | 400 m T20  | 1:00,49 min | 3       | —          | —          | 1:01,13 min | 8      | 8    |
| Ilona Biacsi     | 1500 m T20 | —           | —       | —          | —          | 4:27,88 min | 2      |      |
| Bernadett Biacsi | 1500 m T20 | —           | —       | —          | —          | 4:43,10 min | 5      | 5    |

## Ungarn
Springen und Werfen
| Athleten         | Wettbewerb      | Finale | Finale | Rang |
| Athleten         | Wettbewerb      | Weite  | Rang   | Rang |
| ---------------- | --------------- | ------ | ------ | ---- |
| Frauen           |                 |        |        |      |
| Piroska Csontos  | Weitsprung T20  | 4,50 m | 8      | 8    |
| Krisztina Kalman | Kugelstoßen F32 | 2,14 m | 6      | 6    |

### Kanu
| Athleten       | Wettbewerb | Vorlauf      | Vorlauf | Halbfinale   | Halbfinale | Finale       | Finale | Rang   |
| Athleten       | Wettbewerb | Zeit         | Rang    | Zeit         | Rang       | Zeit         | Rang   | Rang   |
| -------------- | ---------- | ------------ | ------- | ------------ | ---------- | ------------ | ------ | ------ |
| Männer         |            |              |         |              |            |              |        |        |
| Robert Suba    | KL1 200 m  | 52,728 s     | 2       | —            | —          | 51,129 s     | 2      | Silber |
| Andras Rozbora | KL2 200 m  | 49,051 s     | 4       | 49,647 s     | 3          | 47,893 s     | 7      | 7      |
| Frauen         |            |              |         |              |            |              |        |        |
| Anita Vaczi    | KL1 200 m  | 1:05,708 min | 3       | 1:03,237 min | 1          | 1:03,688 min | 6      | 6      |
| Katalin Varga  | KL2 200 m  | 1:00,024 min | 4       | 1:00,280 min | 2          | 59,226 s     | 5      | 5      |

### Powerlifting (Bankdrücken)
| Athleten      | Wettbewerb  | Ergebnis | Rang   |
| ------------- | ----------- | -------- | ------ |
| Männer        |             |          |        |
| Nandor Tunkel | bis 49 kg   | 155 kg   | Bronze |
| Gyorgy Sztano | bis 54 kg   | 112 kg   | 8      |
| Sandor Sas    | über 107 kg | 207 kg   | 5      |
| Frauen        |             |          |        |
| Katalin Mezei | bis 50 kg   | 52 kg    | 9      |

### Radsport

#### Straße
| Athleten                                   | Wettbewerb         | Zeit         | Rang |
| ------------------------------------------ | ------------------ | ------------ | ---- |
| Männer                                     |                    |              |      |
| Arnold Csaba Butu Pilot: László Garamszegi | Einzelzeitfahren B | 46:27,55 min | 22   |
| Arnold Csaba Butu Pilot: László Garamszegi | Straßenrennen B    | DNS          | DNS  |

#### Bahn
| Athleten                                   | Wettbewerb                | Qualifikation | Qualifikation | Finals        | Finals        | Rang |
| Athleten                                   | Wettbewerb                | Zeit          | Rang          | Gegner        | Zeit          | Rang |
| ------------------------------------------ | ------------------------- | ------------- | ------------- | ------------- | ------------- | ---- |
| Männer                                     |                           |               |               |               |               |      |
| Arnold Csaba Butu Pilot: László Garamszegi | 4000 m Einerverfolgung B  | 5:00,716 min  | 15            | ausgeschieden | ausgeschieden | 15   |
| Arnold Csaba Butu Pilot: László Garamszegi | 1000 m Einzelzeitfahren B | —             | —             | —             | 1:12,674 min  | 11   |

### Rudern
| Athleten          | Wettbewerb  | Vorlauf    | Vorlauf | Hoffnungslauf | Hoffnungslauf | Finale     | Finale | Rang |
| Athleten          | Wettbewerb  | Zeit (min) | Rang    | Zeit (min)    | Rang          | Zeit (min) | Rang   | Rang |
| ----------------- | ----------- | ---------- | ------- | ------------- | ------------- | ---------- | ------ | ---- |
| Frauen            |             |            |         |               |               |            |        |      |
| Krisztina Lorincz | Einer ASM1x | 6:56,54    | 6       | 6:46,31       | 5             | 6:45,15    | 5 (B)  | 11   |

### Rollstuhlfechten
| Männer                                             |                    |                     |       |                     |               |               |               |                     |               |    |
| Gyula Mato                                         | Degen Einzel A     | R. Citerne          | 4:5   | ausgeschieden       | ausgeschieden | ausgeschieden | ausgeschieden | ausgeschieden       | ausgeschieden | 9  |
| Gyula Mato                                         | Degen Einzel A     | Tian J.             | 1:5   | ausgeschieden       | ausgeschieden | ausgeschieden | ausgeschieden | ausgeschieden       | ausgeschieden | 9  |
| Gyula Mato                                         | Degen Einzel A     | P. Gilliver         | 2:5   | ausgeschieden       | ausgeschieden | ausgeschieden | ausgeschieden | ausgeschieden       | ausgeschieden | 9  |
| Gyula Mato                                         | Degen Einzel A     | D. Pender           | 5:3   | ausgeschieden       | ausgeschieden | ausgeschieden | ausgeschieden | ausgeschieden       | ausgeschieden | 9  |
| Gyula Mato                                         | Degen Einzel A     | S. Colaco           | 4:5   | ausgeschieden       | ausgeschieden | ausgeschieden | ausgeschieden | ausgeschieden       | ausgeschieden | 9  |
| Richard Osvath                                     | Florett Einzel A   | Ye Ruyi             | 3:5   | M. Nalewajek        | 15:8          | Sun Gang      | 15:10         | Ye Ruyi             | 8:15          |    |
| Richard Osvath                                     | Florett Einzel A   | Cheong M. C.        | 5:0   | M. Nalewajek        | 15:8          | Sun Gang      | 15:10         | Ye Ruyi             | 8:15          |    |
| Richard Osvath                                     | Florett Einzel A   | M. Betti            | 3:5   | M. Nalewajek        | 15:8          | Sun Gang      | 15:10         | Ye Ruyi             | 8:15          |    |
| Richard Osvath                                     | Florett Einzel A   | P. Gilliver         | 5:1   | M. Nalewajek        | 15:8          | Sun Gang      | 15:10         | Ye Ruyi             | 8:15          |    |
| Richard Osvath                                     | Florett Einzel A   | M. Nalewajek        | 5:2   | M. Nalewajek        | 15:8          | Sun Gang      | 15:10         | Ye Ruyi             | 8:15          |    |
| Richard Osvath                                     | Säbel Einzel A     | R. Noble            | 5:3   | L. Lemoine          | 15:10         | V. Ntounis    | 15:12         | A. Demchuk          | 8:15          |    |
| Richard Osvath                                     | Säbel Einzel A     | A. Pellegrini       | 4:5   | L. Lemoine          | 15:10         | V. Ntounis    | 15:12         | A. Demchuk          | 8:15          |    |
| Richard Osvath                                     | Säbel Einzel A     | V.Tsedryk           | 5:3   | L. Lemoine          | 15:10         | V. Ntounis    | 15:12         | A. Demchuk          | 8:15          |    |
| Richard Osvath                                     | Säbel Einzel A     | Chen Y.             | 5:3   | L. Lemoine          | 15:10         | V. Ntounis    | 15:12         | A. Demchuk          | 8:15          |    |
| Richard Osvath                                     | Säbel Einzel A     | V. Ntounis          | 2:5   | L. Lemoine          | 15:10         | V. Ntounis    | 15:12         | A. Demchuk          | 8:15          |    |
| Frauen                                             |                    |                     |       |                     |               |               |               |                     |               |    |
| Amarilla Veres                                     | Degen Einzel A     | Yu Chui Yee         | 5:4   | Y. Breus            | 13:15         | ausgeschieden | ausgeschieden | ausgeschieden       | ausgeschieden | 5  |
| Amarilla Veres                                     | Degen Einzel A     | Bian J.             | 5:4   | Y. Breus            | 13:15         | ausgeschieden | ausgeschieden | ausgeschieden       | ausgeschieden | 5  |
| Amarilla Veres                                     | Degen Einzel A     | P. Rozkova          | 5:1   | Y. Breus            | 13:15         | ausgeschieden | ausgeschieden | ausgeschieden       | ausgeschieden | 5  |
| Amarilla Veres                                     | Degen Einzel A     | M. Fidrych          | 5:2   | Y. Breus            | 13:15         | ausgeschieden | ausgeschieden | ausgeschieden       | ausgeschieden | 5  |
| Amarilla Veres                                     | Degen Einzel A     | Y. Breus            | 5:3   | Y. Breus            | 13:15         | ausgeschieden | ausgeschieden | ausgeschieden       | ausgeschieden | 5  |
| Zsuzsanna Krajnyák                                 | Degen Einzel A     | Zou X.              | 1:5   | A. Halkina          | 15:12         | Zou X.        | 7:15          | Y. Breus            | 10:15         | 4  |
| Zsuzsanna Krajnyák                                 | Degen Einzel A     | G. Collis           | 5:2   | A. Halkina          | 15:12         | Zou X.        | 7:15          | Y. Breus            | 10:15         | 4  |
| Zsuzsanna Krajnyák                                 | Degen Einzel A     | L. Deluca           | 5:1   | A. Halkina          | 15:12         | Zou X.        | 7:15          | Y. Breus            | 10:15         | 4  |
| Zsuzsanna Krajnyák                                 | Degen Einzel A     | R. Burdon           | 5:1   | A. Halkina          | 15:12         | Zou X.        | 7:15          | Y. Breus            | 10:15         | 4  |
| Zsuzsanna Krajnyák                                 | Degen Einzel A     | A. Halkina          | 4:5   | A. Halkina          | 15:12         | Zou X.        | 7:15          | Y. Breus            | 10:15         | 4  |
| Gyongyi Dani                                       | Degen Einzel B     | A. Makrytskaya      | 4:5   | ausgeschieden       | ausgeschieden | ausgeschieden | ausgeschieden | ausgeschieden       | ausgeschieden | 11 |
| Gyongyi Dani                                       | Degen Einzel B     | Zhou J.             | 1:5   | ausgeschieden       | ausgeschieden | ausgeschieden | ausgeschieden | ausgeschieden       | ausgeschieden | 11 |
| Gyongyi Dani                                       | Degen Einzel B     | A. Kastsiuchkova    | 0:5   | ausgeschieden       | ausgeschieden | ausgeschieden | ausgeschieden | ausgeschieden       | ausgeschieden | 11 |
| Gyongyi Dani                                       | Degen Einzel B     | S. Jana             | 3:5   | ausgeschieden       | ausgeschieden | ausgeschieden | ausgeschieden | ausgeschieden       | ausgeschieden | 11 |
| Gyongyi Dani                                       | Degen Einzel B     | Chan Y. C.          | 2:5   | ausgeschieden       | ausgeschieden | ausgeschieden | ausgeschieden | ausgeschieden       | ausgeschieden | 11 |
| Eva Andrea Hajmasi                                 | Florett Einzel A   | D. Bernard          | 3:5   | Yu Chui Yee         | 11:15         | ausgeschieden | ausgeschieden | ausgeschieden       | ausgeschieden | 5  |
| Eva Andrea Hajmasi                                 | Florett Einzel A   | Rong J.             | 2:5   | Yu Chui Yee         | 11:15         | ausgeschieden | ausgeschieden | ausgeschieden       | ausgeschieden | 5  |
| Eva Andrea Hajmasi                                 | Florett Einzel A   | Ng Justine Charissa | 3:5   | Yu Chui Yee         | 11:15         | ausgeschieden | ausgeschieden | ausgeschieden       | ausgeschieden | 5  |
| Eva Andrea Hajmasi                                 | Florett Einzel A   | A. Mogos            | 5:3   | Yu Chui Yee         | 11:15         | ausgeschieden | ausgeschieden | ausgeschieden       | ausgeschieden | 5  |
| Eva Andrea Hajmasi                                 | Florett Einzel A   | A. Halkina          | 5:1   | Yu Chui Yee         | 11:15         | ausgeschieden | ausgeschieden | ausgeschieden       | ausgeschieden | 5  |
| Zsuzsanna Krajnyák                                 | Florett Einzel A   | N. Morkvych         | 1:5   | Ng Justine Charissa | 15:12         | Yu Chui Yee   | 2:15          | Zhang C.            | 15:12         |    |
| Zsuzsanna Krajnyák                                 | Florett Einzel A   | L. Trigilia         | 5:1   | Ng Justine Charissa | 15:12         | Yu Chui Yee   | 2:15          | Zhang C.            | 15:12         |    |
| Zsuzsanna Krajnyák                                 | Florett Einzel A   | M. Santos           | 5:1   | Ng Justine Charissa | 15:12         | Yu Chui Yee   | 2:15          | Zhang C.            | 15:12         |    |
| Zsuzsanna Krajnyák                                 | Florett Einzel A   | Yu Chui Yee         | 3:5   | Ng Justine Charissa | 15:12         | Yu Chui Yee   | 2:15          | Zhang C.            | 15:12         |    |
| Zsuzsanna Krajnyák                                 | Florett Einzel A   | Zhang C.            | 5:4   | Ng Justine Charissa | 15:12         | Yu Chui Yee   | 2:15          | Zhang C.            | 15:12         |    |
| Gyongyi Dani                                       | Florett Einzel B   | Chan Y. C.          | 4:5   | Zhou J.             | 3:15          | ausgeschieden | ausgeschieden | ausgeschieden       | ausgeschieden | 5  |
| Gyongyi Dani                                       | Florett Einzel B   | T. Pozniak          | 5:2   | Zhou J.             | 3:15          | ausgeschieden | ausgeschieden | ausgeschieden       | ausgeschieden | 5  |
| Gyongyi Dani                                       | Florett Einzel B   | M. Makowska         | 2:5   | Zhou J.             | 3:15          | ausgeschieden | ausgeschieden | ausgeschieden       | ausgeschieden | 5  |
| Gyongyi Dani                                       | Florett Einzel B   | Zhou J.             | 0:5   | Zhou J.             | 3:15          | ausgeschieden | ausgeschieden | ausgeschieden       | ausgeschieden | 5  |
| Gyongyi Dani                                       | Florett Einzel B   | C. Demaude          | 5:1   | Zhou J.             | 3:15          | ausgeschieden | ausgeschieden | ausgeschieden       | ausgeschieden | 5  |
| Gyongyi Dani Zsuzsanna Krajnyák Amarilla Veres     | Degen Mannschaft   | Volksrepublik China | 35:45 | —                   | —             | Hongkong      | 34:45         | Polen               | 45:44         |    |
| Gyongyi Dani Zsuzsanna Krajnyák Amarilla Veres     | Degen Mannschaft   | Belarus             | 45:35 | —                   | —             | Hongkong      | 34:45         | Polen               | 45:44         |    |
| Gyongyi Dani Zsuzsanna Krajnyák Eva Andrea Hajmasi | Florett Mannschaft | Belarus             | 45:23 | —                   | —             | Hongkong      | 41:40         | Volksrepublik China | 28:45         |    |
| Gyongyi Dani Zsuzsanna Krajnyák Eva Andrea Hajmasi | Florett Mannschaft | Volksrepublik China | 34:45 | —                   | —             | Hongkong      | 41:40         | Volksrepublik China | 28:45         |    |

### Rollstuhltennis
| Athleten      | Wettbewerb | 1. Runde | 1. Runde | 2. Runde     | 2. Runde | Achtelfinale  | Achtelfinale  | Viertelfinale | Viertelfinale | Halbfinale    | Halbfinale    | Finale / Platz 3 | Finale / Platz 3 | Rang |
| Athleten      | Wettbewerb | Gegner   | Ergebnis | Gegner       | Ergebnis | Gegner        | Ergebnis      | Gegner        | Ergebnis      | Gegner        | Ergebnis      | Gegner           | Ergebnis         | Rang |
| ------------- | ---------- | -------- | -------- | ------------ | -------- | ------------- | ------------- | ------------- | ------------- | ------------- | ------------- | ---------------- | ---------------- | ---- |
| Männer        |            |          |          |              |          |               |               |               |               |               |               |                  |                  |      |
| Roland Nemeth | Einzel     | L. Els   | 6:3, 6:3 | M. Jeremiasz | 1:6, 2:6 | ausgeschieden | ausgeschieden | ausgeschieden | ausgeschieden | ausgeschieden | ausgeschieden | ausgeschieden    | ausgeschieden    | 17   |

### Schießen
| Athleten        | Wettbewerb             | Qualifikation   | Qualifikation | Finale          | Finale        | Rang |
| Athleten        | Wettbewerb             | Ringe/ Scheiben | Rang          | Ringe/ Scheiben | Rang          | Rang |
| --------------- | ---------------------- | --------------- | ------------- | --------------- | ------------- | ---- |
| Männer          |                        |                 |               |                 |               |      |
| Gyula Gurisatti | 10 m Luftpistole SH1   | 558             | 12            | ausgeschieden   | ausgeschieden | 12   |
| Frauen          |                        |                 |               |                 |               |      |
| Krisztina David | 10 m Luftpistole SH1   | 371             | 4             | 128,8           | 5             | 5    |
| Mixed           |                        |                 |               |                 |               |      |
| Gyula Gurisatti | 25 m Sportpistole SH1  | 551             | 18            | ausgeschieden   | ausgeschieden | 18   |
| Gyula Gurisatti | 50 m freie Pistole SH1 | 516             | 21            | ausgeschieden   | ausgeschieden | 21   |
| Krisztina David | 50 m freie Pistole SH1 | 513             | 23            | ausgeschieden   | ausgeschieden | 23   |

### Schwimmen
| Athleten           | Wettbewerb              | Vorlauf     | Vorlauf | Finale        | Finale        | Rang   |
| Athleten           | Wettbewerb              | Zeit        | Rang    | Zeit          | Rang          | Rang   |
| ------------------ | ----------------------- | ----------- | ------- | ------------- | ------------- | ------ |
| Männer             |                         |             |         |               |               |        |
| Zsolt Vereczkei    | 50 m Rücken S5          | 40,23 s     | 4       | 38,92 s       | 3             | Bronze |
| Tamas Toth         | 100 m Rücken S9         | 1:05,47 min | 4       | 1:04,30 min   | 1             | Gold   |
| Tamas Toth         | 50 m Freistil S9        | 26,22 s     | 5       | 26,18 s       | 6             | 6      |
| Tamas Toth         | 100 m Freistil S9       | 57,14 s     | 2       | 57,20 s       | 3             | Bronze |
| Tamas Toth         | 200 m Lagen SM9         | 2:20,34 min | 4       | 2:19,40 min   | 4             | 4      |
| Tamas Sors         | 100 m Schmetterling S9  | 1:00,58 min | 1       | 59,85 s       | 3             | Bronze |
| Tamas Sors         | 50 m Freistil S9        | 26,32 s     | 6       | 26,04 s       | 4             | 4      |
| Tamas Sors         | 100 m Freistil S9       | 57,79 s     | 7       | 57,49 s       | 6             | 6      |
| Tamas Sors         | 200 m Lagen SM9         | 2:18,97 min | 2       | 2:17,33 min   | 2             | Silber |
| Frauen             |                         |             |         |               |               |        |
| Zsanett Adami      | 50 m Rücken S2          | —           | —       | 1:25,97 min   | 6             | 6      |
| Zsanett Adami      | 100 m Rücken S2         | —           | —       | 3:00,71 min   | 4             | 4      |
| Zsanett Adami      | 50 m Brust SB3          | 1:32,44 min | 14      | ausgeschieden | ausgeschieden | 14     |
| Fanni Illes        | 100 m Rücken S6         | 1:38,64 min | 10      | ausgeschieden | ausgeschieden | 10     |
| Fanni Illes        | 100 m Brust SB5         | 1:47,02 min | 4       | 1:48,14 min   | 5             | 5      |
| Fanni Illes        | 100 m Freistil S6       | 1:23,88 min | 10      | ausgeschieden | ausgeschieden | 10     |
| Fanni Illes        | 400 m Freistil S6       | 6:01,11 min | 9       | ausgeschieden | ausgeschieden | 9      |
| Fanni Illes        | 200 m Lagen SM6         | 3:27,02 min | 11      | ausgeschieden | ausgeschieden | 11     |
| Zsofia Konkoly     | 100 m Rücken S9         | 1:17,26 min | 10      | ausgeschieden | ausgeschieden | 10     |
| Zsofia Konkoly     | 100 m Schmetterling S9  | 1:10,75 min | 5       | 1:08,00 min   | 3             | Bronze |
| Zsofia Konkoly     | 50 m Freistil S9        | 31,67 s     | 16      | ausgeschieden | ausgeschieden | 16     |
| Zsofia Konkoly     | 400 m Freistil S9       | 4:49,81 min | 7       | 4:55,77 min   | 6             | 6      |
| Zsofia Konkoly     | 200 m Lagen SM9         | 2:45,76 min | 14      | ausgeschieden | ausgeschieden | 14     |
| Bianka Pap         | 100 m Rücken S10        | 1:09,15 min | 2       | 1:07,95 min   | 2             | Silber |
| Bianka Pap         | 100 m Schmetterling S10 | 1:13,40 min | 9       | ausgeschieden | ausgeschieden | 9      |
| Bianka Pap         | 400 m Freistil S10      | 4:42,81 min | 2       | 4:41,11 min   | 5             | 5      |
| Bianka Pap         | 200 m Lagen SM10        | 2:36,78 min | 7       | 2:31,46 min   | 3             | Bronze |
| Katalin Engelhardt | 100 m Brust SB4         | 2:22,16 min | 11      | ausgeschieden | ausgeschieden | 11     |
| Katalin Engelhardt | 50 m Schmetterling S5   | 52,60 s     | 10      | ausgeschieden | ausgeschieden | 10     |
| Katalin Engelhardt | 50 m Freistil S5        | 50,04 s     | 16      | ausgeschieden | ausgeschieden | 16     |
| Gitta Raczko       | 100 m Brust SB5         | 1:58,76 min | 12      | ausgeschieden | ausgeschieden | 12     |
| Gitta Raczko       | 200 m Lagen SM7         | 3:43,63 min | 9       | ausgeschieden | ausgeschieden | 9      |
| Reka Kezdi         | 50 m Schmetterling S5   | 46,13 s     | 2       | 45,82 s       | 4             | 4      |
| Reka Kezdi         | 50 m Freistil S5        | 45,02 s     | 13      | ausgeschieden | ausgeschieden | 13     |
| Reka Kezdi         | 100 m Freistil S5       | 1:40,45 min | 11      | ausgeschieden | ausgeschieden | 11     |
| Reka Kezdi         | 200 m Freistil S5       | 3:36,70 min | 10      | ausgeschieden | ausgeschieden | 10     |

### Triathlon
| Athleten       | Klasse | Zeit      | Rang |
| -------------- | ------ | --------- | ---- |
| Männer         |        |           |      |
| Peter Boronkay | PT4    | 1:08:38 h | 9    |

### Tischtennis
| Athleten                   | Wettbewerb      | Gruppenphase        | Gruppenphase | Achtelfinale   | Achtelfinale  | Viertelfinale       | Viertelfinale | Halbfinale    | Halbfinale    | Finale        | Finale        | Rang |
| Athleten                   | Wettbewerb      | Gegner              | Erg.         | Gegner         | Erg.          | Gegner              | Erg.          | Gegner        | Erg.          | Gegner        | Erg.          | Rang |
| -------------------------- | --------------- | ------------------- | ------------ | -------------- | ------------- | ------------------- | ------------- | ------------- | ------------- | ------------- | ------------- | ---- |
| Männer                     |                 |                     |              |                |               |                     |               |               |               |               |               |      |
| Endre Major                | Einzel C1       | H. Nikelis          | 3:1          | —              | —             | Lee C.-h.           | 3:2           | R. Davies     | 1:3           | Nam K.        | 1:3           | 4    |
| Endre Major                | Einzel C1       | Joo Y.-d.           | 0:3          | —              | —             | Lee C.-h.           | 3:2           | R. Davies     | 1:3           | Nam K.        | 1:3           | 4    |
| Gyula Zborai               | Einzel C8       | V. Didukh           | 0:3          | Emil Andersson | 1:3           | ausgeschieden       | ausgeschieden | ausgeschieden | ausgeschieden | ausgeschieden | ausgeschieden | 9    |
| Gyula Zborai               | Einzel C8       | Sun C.              | 3:1          | Emil Andersson | 1:3           | ausgeschieden       | ausgeschieden | ausgeschieden | ausgeschieden | ausgeschieden | ausgeschieden | 9    |
| Andras Csonka              | Einzel C8       | L. Guarnieri Manara | 3:0          | M. Skrzynecki  | 3:2           | A. Mckibbin         | 3:0           | Ye C.         | 3:0           | Zhao S.       | 0:3           |      |
| Andras Csonka              | Einzel C8       | L. Karlsson         | 2:3          | M. Skrzynecki  | 3:2           | A. Mckibbin         | 3:0           | Ye C.         | 3:0           | Zhao S.       | 0:3           |      |
| Dezso Berecki              | Einzel C9       | Ma Lin              | 0:3          | ausgeschieden  | ausgeschieden | ausgeschieden       | ausgeschieden | ausgeschieden | ausgeschieden | ausgeschieden | ausgeschieden | 11   |
| Dezso Berecki              | Einzel C9       | T. Leibovitz        | 0:3          | ausgeschieden  | ausgeschieden | ausgeschieden       | ausgeschieden | ausgeschieden | ausgeschieden | ausgeschieden | ausgeschieden | 11   |
| Peter Palos                | Einzel C11      | D.Martinez          | 3:0          | —              | —             | A. Navrotskyi       | 3:0           | F. van Acker  | 0:3           | Kim Gi-tae    | 3:2           |      |
| Peter Palos                | Einzel C11      | P. Pereira-Leal     | 3:1          | —              | —             | A. Navrotskyi       | 3:0           | F. van Acker  | 0:3           | Kim Gi-tae    | 3:2           |      |
| Andras Csonka Gyula Zborai | Mannschaft C6-8 | —                   | —            | Frankreich     | 2:0           | Volksrepublik China | 0:2           | ausgeschieden | ausgeschieden | ausgeschieden | ausgeschieden | 5    |
| Frauen                     |                 |                     |              |                |               |                     |               |               |               |               |               |      |
| Zsofia Arloy               | Einzel C8       | J. Wolf             | 1:3          | —              | —             | —                   | —             | ausgeschieden | ausgeschieden | ausgeschieden | ausgeschieden | 7    |
| Zsofia Arloy               | Einzel C8       | Pan M.              | 3:1          | —              | —             | —                   | —             | ausgeschieden | ausgeschieden | ausgeschieden | ausgeschieden | 7    |
| Zsofia Arloy               | Einzel C8       | T. Kamkasomphou     | 0:3          | —              | —             | —                   | —             | ausgeschieden | ausgeschieden | ausgeschieden | ausgeschieden | 7    |